# Comuna Prîiutne, Huleaipole
Prîiutne (în ucraineană Приютне) este o comună în raionul Huleaipole, regiunea Zaporijjea, Ucraina, formată din satele Levadne, Novodarivka, Prîiutne (reședința) și Remivka.

## Demografie
Componența lingvistică a comunei Prîiutne
     Ucraineană (92,49%)
     Rusă (7,36%)
Conform recensământului din 2001, majoritatea populației comunei Prîiutne era vorbitoare de ucraineană (92,49%), existând în minoritate și vorbitori de rusă (7,36%).